# Cascata di Hannoki
La cascata di Hannoki (ハンノキ滝?, Han'noki-daki) è una cascata giapponese, situata a Tateyama, all'interno del parco nazionale di Chūbu-Sangaku.

## Descrizione
La cascata ha un'altitudine di 497 metri e risulta essere la più alta dell'intero Giappone, ma solo nel periodo compreso tra aprile e luglio, a causa dello scioglimento della neve presente sul Midagahara. Il primato viene di conseguenza spesso assegnato alla sua cascata gemella, la cascata di Shōmyō, la quale invece è perenne.